# Nordkorea ved sommer-OL 2016
Nordkorea ved sommer-OL 2016 i Rio de Janeiro, Brasilien, foregår i perioden 5. – 21. august 2016. Den nordkoreanske trop består af 31 udøvere som vil deltage i ni forskellige sportsgrene. Dette er tiende gang Nordkorea deltager i et sommer-OL. Vægtløfteren Choe Jon-wi var landets fanebærer under åbningsceremonien.

## Medaljer
Resultater den 17. august 2016
| 2016 Rio de Janeiro | Guld | Sølv | Bronze | Total |
| Nordkorea           | 2    | 3    | 2      | 7     |

### Medaljevindere
| Nordkorea ved sommer-OL 2012 i London | Nordkorea ved sommer-OL 2012 i London | Nordkorea ved sommer-OL 2012 i London | Nordkorea ved sommer-OL 2012 i London | Nordkorea ved sommer-OL 2012 i London |
| Medalje                               | Navn                                  | Sport                                 | Event                                 | Dato                                  |
| ------------------------------------- | ------------------------------------- | ------------------------------------- | ------------------------------------- | ------------------------------------- |
| Guld                                  | Rim Jong-sim                          | Vægtløftning                          | 75 kg, damer                          | 12. august                            |
| Guld                                  | Ri Se-gwang                           | Gymnastik                             | Spring over hest                      | 15. august                            |
| Sølv                                  | Om Yun-chol                           | Vægtløftning                          | 56 kg, herrer                         | 7. august                             |
| Sølv                                  | Choe Hyo-sim                          | Vægtløftning                          | 63 kg                                 | 9. august                             |
| Sølv                                  | Kim Kuk-hyang                         | Vægtløftning                          | +75 kg(damer)                         | 14. august                            |
| Bronze                                | Kim Song-guk                          | Skydning                              | 50 m pistol, mænd                     | 10. august                            |
| Bronze                                | Kim Song-i                            | Bordtennis                            | Single, damer                         | 10. august                            |